# Піна-де-Монтальграо
Піна-де-Монтальграо, Піна (ісп. Pina de Montalgrao (офіційна назва), валенс. Pina) — муніципалітет в Іспанії, у складі автономної спільноти Валенсія, у провінції Кастельйон. Населення — 148 осіб (2010).

## Географія
Муніципалітет розташований на відстані близько 260 км на схід від Мадрида, 50 км на захід від міста Кастельйон-де-ла-Плана.

## Демографія
Динаміка населення (INE ):

## Галерея зображень

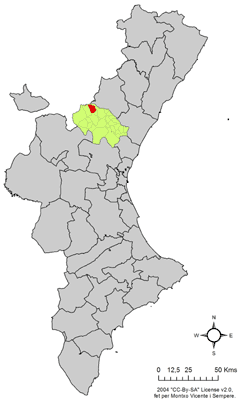
Розташування муніципалітету Піна-де-Монтальграо у автономній спільноті Валенсія
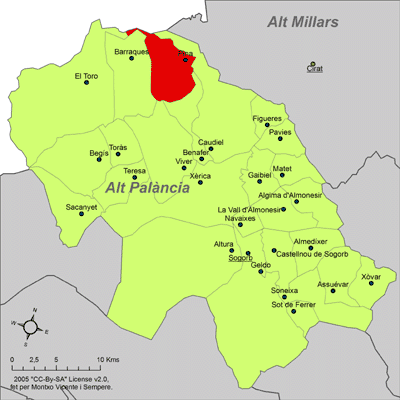
Розташування муніципалітету Піна-де-Монтальграо у комарці Альто-Палансія